# IEEE 1284
IEEE 1284, LPT (англ. Line Print Terminal; также параллельный порт, порт принтера) — международный стандарт параллельного интерфейса для подключения периферийных устройств персонального компьютера.
В основном используется для подключения к компьютеру принтера, сканера и других внешних устройств (часто использовался для подключения внешних устройств хранения данных), однако может применяться и для других целей (организация связи между двумя компьютерами, подключение каких-либо механизмов телесигнализации и телеуправления).
В основе данного стандарта лежит интерфейс Centronics и его расширенные версии (ECP, EPP).
Название LPT образовано от наименования стандартного устройства принтера LPT1 (Line Printer Terminal или Line PrinTer) в операционных системах семейства MS-DOS.

## Интерфейс Centronics и стандарт IEEE 1284
Параллельный порт Centronics — порт, используемый с 1981 года в персональных компьютерах фирмы IBM для подключения печатающих устройств, разработан фирмой Centronics Data Computer Corporation; уже давно стал стандартом де-факто, хотя в действительности официально на данный момент он не стандартизирован.
Изначально этот порт был разработан только для симплексной (однонаправленной) передачи данных, так как предполагалось, что порт Centronics должен использоваться только для работы с принтером. Впоследствии разными фирмами были разработаны дуплексные расширения интерфейса (byte mode, EPP, ECP). Затем был принят международный стандарт IEEE 1284, описывающий как базовый интерфейс Centronics, так и все его расширения.

## Разъёмы

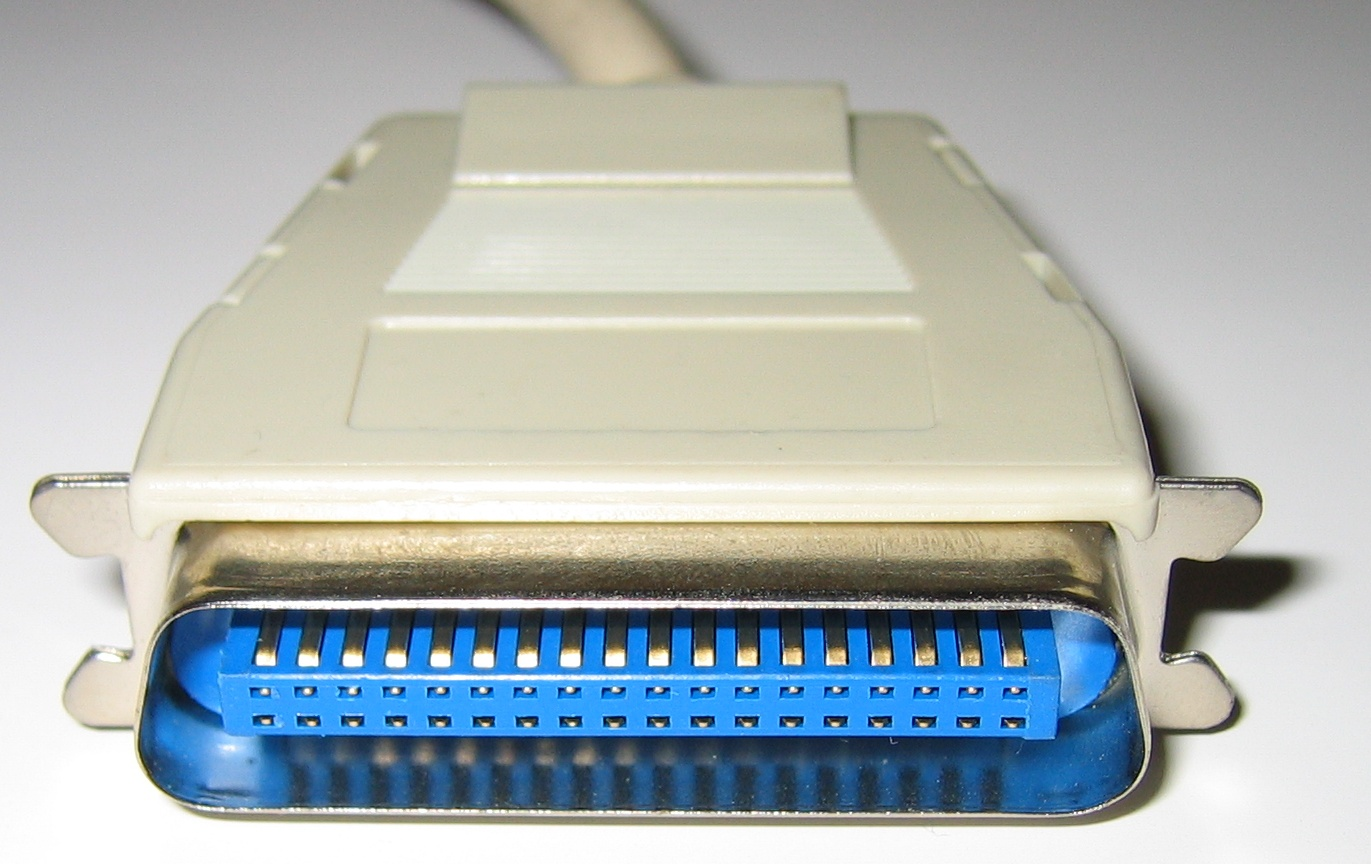
Кабельный 36-контактный разъём Centronics для подключения внешнего устройства (IEEE 1284-B)

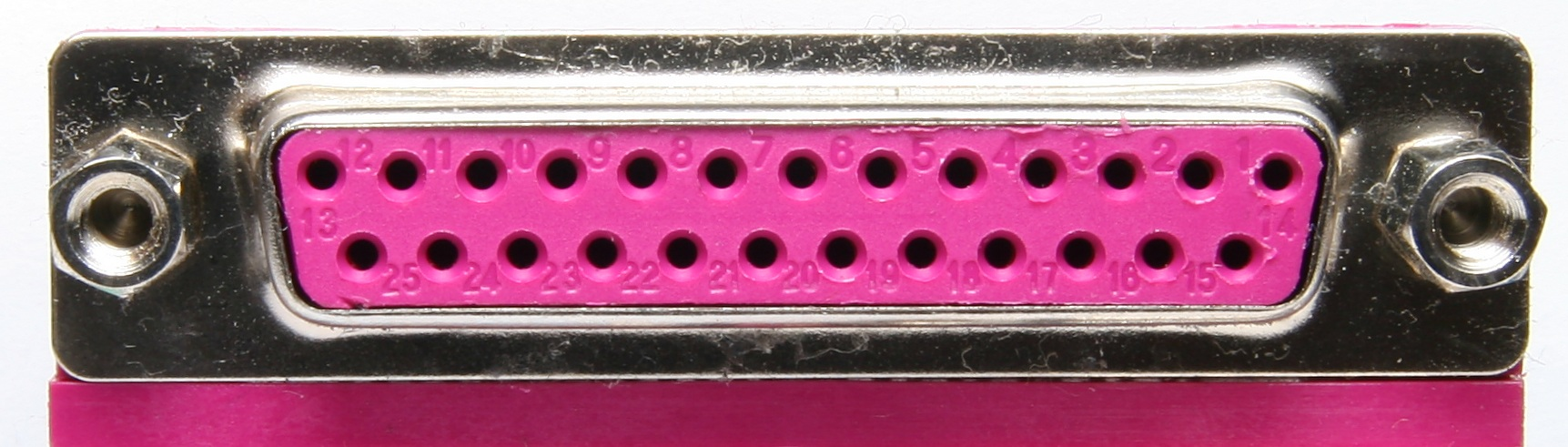
25-контактный разъём DB-25 female «гнездо/мама», используемый как LPT-порт на персональных компьютерах (IEEE 1284-A)

Порт на стороне управляющего устройства (компьютера) имеет 25-контактный 2-рядный разъём DB-25-female («гнездо/мама») (IEEE 1284-A). Не путать с аналогичным male-разъёмом («штекер/папа»), который устанавливался на старых компьютерах и представляет собой 25-пиновый COM-порт. На периферийных устройствах обычно используется 36-контактный микроразъём ленточного типа Centronics (IEEE 1284-B), поэтому кабели для подключения периферийных устройств к компьютеру по параллельному порту обычно выполняются с 25-контактным разъёмом DB-25-male («штекер/папа») на одной стороне и 36-контактным IEEE 1284-B на другой (AB-кабель). Изредка применяется AC-кабель с 36-контактным разъёмом MiniCentronics (IEEE 1284-C).
Существуют также CC-кабели с разъёмами MiniCentronics на обоих концах, предназначенные для подключения приборов в стандарте IEEE 1284-II, который применяется редко.
Длина соединительного кабеля не должна превышать 3 метров. Конструкция кабеля: витые пары в общем экране, либо витые пары в индивидуальных экранах. Изредка используются ленточные кабели.

Для подключения сканера и некоторых других устройств используется кабель, у которого вместо разъёма (IEEE 1284-B) установлен разъём DB-25-male («штекер/папа»). Обычно сканер оснащается вторым интерфейсом с разъёмом DB-25-female («гнездо/мама») (IEEE 1284-A) для подключения принтера (поскольку обычно компьютер оснащается только одним интерфейсом IEEE 1284). Схемотехника сканера построена таким образом, чтобы при работе с принтером сканер прозрачно передавал данные с одного интерфейса на другой.

## Физический интерфейс

Интерфейс разъёма

Базовый интерфейс Centronics является однонаправленным параллельным интерфейсом, содержит характерные для такого интерфейса сигнальные линии (8 для передачи данных, строб, линии состояния устройства).
Данные передаются в одну сторону: от компьютера к внешнему устройству. Но полностью однонаправленным его назвать нельзя. Так, 5 обратных линий используются для контроля над состоянием устройства. В конце 80-х были разработаны методы (см. кабель LapLink), позволявшие пользоваться этими линиями для быстрой двунаправленной передачи данных между двумя компьютерами. Centronics позволяет подключать одно устройство, поэтому для совместного очерёдного использования нескольких устройств требуется дополнительно применять селектор.
Скорость передачи данных может варьироваться и достигать 1,2 Мбит/с.
Упрощённая таблица сигналов интерфейса Centronics
| Контакты DB-25 IEEE 1284-A | Контакты Centronics IEEE 1284-B | Обозначение | Примечание                    | Функция    |
| -------------------------- | ------------------------------- | ----------- | ----------------------------- | ---------- |
| 1                          | 1                               | Strobe      | Маркер цикла передачи (выход) | Управление |
| 2                          | 2                               | Data 0      | Сигнал 0 (выход)              | Данные     |
| 3                          | 3                               | Data 1      | Сигнал 1 (выход)              | Данные     |
| 4                          | 4                               | Data 2      | Сигнал 2 (выход)              | Данные     |
| 5                          | 5                               | Data 3      | Сигнал 3 (выход)              | Данные     |
| 6                          | 6                               | Data 4      | Сигнал 4 (выход)              | Данные     |
| 7                          | 7                               | Data 5      | Сигнал 5 (выход)              | Данные     |
| 8                          | 8                               | Data 6      | Сигнал 6 (выход)              | Данные     |
| 9                          | 9                               | Data 7      | Сигнал 7 (выход)              | Данные     |
| 10                         | 10                              | Acknowledge | Готовность принять (вход)     | Состояние  |
| 11                         | 11                              | Busy        | Занят (вход)                  | Состояние  |
| 12                         | 12                              | Paper End   | Нет бумаги (вход)             | Состояние  |
| 13                         | 13                              | Select      | Выбор (вход)                  | Состояние  |
| 14                         | 14                              | Auto Feed   | Автоподача (выход)            | Управление |
| 15                         | 32                              | Error       | Ошибка (вход)                 | Состояние  |
| 16                         | 31                              | Init        | Инициализация (выход)         | Управление |
| 17                         | 36                              | Select In   | Управление печатью (выход)    | Управление |
| 18-25                      | 16-17, 19-30                    | GND         | Общий                         | Земля      |

## Фирменные расширения
Большинство фирменных расширений первоначального интерфейса впоследствии было стандартизировано индустрией, каковой процесс завершился принятием серии стандартов IEEE-1284.
Однако полного соответствия между этим стандартом и предшествующими ему фирменными расширениями нет. Наиболее известными фирменными расширениями являются расширения фирмы Hewlett-Packard. Это Bitronics, обеспечивающий двустороннюю передачу информации (применяется прежде всего для снятия расширенной информации о состоянии принтера) и протокол мультиплексирования шины от HP, предназначенный для того, чтобы подключать к одному LPT-порту множество устройств по схеме «цепочка». На основе этого протокола были разработаны стандарты 1284.3-2000 и 1284.4-2000, но полной совместимости достигнуто не было.
В результате некоторые очень старые устройства от HP могут не вполне корректно работать с портами, сконфигурированными в режим IEEE-1284.
Подавляющее большинство современной техники не испытывает такой проблемы.

## Режимы работы
Стандарт позволяет использовать интерфейс в нескольких режимах:
- SPP (Standard Parallel Port) — однонаправленный порт, полностью совместим с интерфейсом Centronics.
- Nibble Mode — позволяет организовать двунаправленный обмен данными в режиме SPP путём использования управляющих линий (4 бит) для передачи данных от периферийного устройства к контроллеру. Исторически, это был единственный способ использовать Centronics для двустороннего обмена данными.
- Byte Mode — редко используемый режим двустороннего обмена данными. Использовался в некоторых старых контроллерах до принятия стандарта IEEE 1284.
- EPP (Enhanced Parallel Port) — разработан компаниями Intel, Xircom и Zenith Data Systems — двунаправленный порт, со скоростью передачи данных до 2Мбайт/сек.(1991)
- ЕСР (Extended Capabilities Port) — разработан компаниями Hewlett-Packard и Microsoft — в дополнение появились такие возможности, как наличие аппаратного сжатия данных, наличие буфера и возможность работы в режиме DMA, также поддерживает симметричный двунаправленный обмен данными со скоростью до 2,5 Мбайт/с.

## Стандарт IEEE-1284
Стал результатом длительной борьбы за обеспечение совместимости.
Он включает в себя формальное описание всех вышеперечисленных режимов работы (до его принятия не было никакого формального документа, позволяющего при соблюдении его рассчитывать на корректную работу устройства во всех возможных конфигурациях).
Стандарт включает в себя следующие документы:
- IEEE 1284—1994: Standard Signaling Method for a Bi-directional Parallel Peripheral Interface for Personal Computers — двунаправленная передача данных;
- IEEE 1284.1-1997: Transport Independent Printer/System Interface- a protocol for returning printer configuration and status — стандартизованный метод получения информации о состоянии принтера;
- IEEE 1284.2: Standard for Test, Measurement and Conformance to IEEE 1284 (not approved) — тестирование на соответствие стандарту (не был принят);
- IEEE 1284.3-2000: Interface and Protocol Extensions to IEEE 1284-Compliant Peripherals and Host Adapters- a protocol to allow sharing of the parallel port by multiple peripherals (daisy chaining) — протокол и схема к одному порту многих устройств, объединённых в «цепочку» (позволяет выбрать нужное устройство и работать с ним);
- IEEE 1284.4-2000: Data Delivery and Logical Channels for IEEE 1284 Interfaces — allows a device to carry on multiple, concurrent exchanges of data — протокол одновременной передачи информации многим устройствам (позволяет работать одновременно с несколькими устройствами в цепочке).

В настоящее время стандарт IEEE-1284 не развивается. Окончательная стандартизация параллельного порта совпала с началом внедрения интерфейса USB, который позволяет подключать также МФУ и обеспечивает более высокую скорость печати и надёжную работу принтера. Также альтернативой параллельному интерфейсу является сетевой интерфейс Ethernet.